# Hypnum cataractarum
Hypnum cataractarum là một loài Rêu trong họ Hypnaceae. Loài này được Sendtn. mô tả khoa học đầu tiên năm 1840.